# 江野麻由子
江野 麻由子（えの まゆこ、1997年10月21日 - ）は、日本のクロスカントリースキー・シットスキー選手である。現在は、 神戸地検姫路支部検事。
2014年ソチパラリンピックの日本代表選手として、クロスカントリー女子スプリントと、同5kmフリーに出場する。神戸大学法学部を卒業後、2024年検察官任官。
秋田県大館市出身。1歳時に罹患した髄膜炎の後遺症により、両下肢の機能障害と左半身の感覚麻痺を負う。小学3年生でシットスキーを始め、中学2年次より本格的に競技を始める。中学卒業後は大館市から秋田市に移り、秋田南高校に進学。水泳部に入部し上半身の筋力強化に取り組んだ。
2012年と2013年のジャパンパラ競技大会を連覇し、ワールドカップにも参戦。2014年1月にフィンランドで行われたワールドカップでは、距離5kmのミドルで15位、同2.5kmのショートで16位に入った。
2014年、ソチパラリンピックの日本代表に選出される。この時、国際大会での成績などパラリンピックの出場条件を満たしてはいなかったものの、岩本啓吾らと共に国際パラリンピック委員会から推薦を得て、選出された。江野はこの時16歳、高校1年生で、ソチパラリンピック日本選手団の中では最年少であった。3月12日に行われた1kmスプリントでは、予選をトップから55秒差の3分25秒75で走り、23選手中21位で予選落ちとなった。
2020年、神戸大学法学部卒業。
2022年、神戸大学法科大学院卒業。
2024年、検察官任官。

## 参考資料
1. 1 2 3  “ソチパラリンピック 出場選手”.   Sportsnavi. 2014年3月8日閲覧。
2. 1 2 3  “江野麻由子選手ソチ・パラリンピック代表決定おめでとう” (PDF).   大館市立城西小学校地域委員会. 2014年3月8日閲覧。
3. ↑  『ソチ冬季パラリンピックに向けて 日本チーム・江野選手がぐるなびを表敬訪問』（プレスリリース）ぐるなび、2014年3月5日。2014年3月9日閲覧。
4. ↑  松本紫帆 (2014年3月11日). “パラリンピック2014:江野選手、あす登場−−ノルディック距離女子座位　／秋田”. 毎日新聞 地方版 2014年3月15日閲覧。
5. 1 2  “秋田）パラ五輪ノルディック代表に秋田南高の江野選手”. 朝日新聞 2014年3月8日閲覧。
6. ↑  “＜風はソチから＞（中） 距離立位・岩本啓吾選手”. 中日新聞. (2014年3月5日) 2014年3月15日閲覧。
7. ↑  “江野麻由子選手がパラリンピック出場報告”.   県職員ブログ「秋田で元気に！」 (2014年2月19日). 2014年3月8日閲覧。
8. ↑  “江野選手 力走届かず…ソチ・パラリンピック”. 読売新聞. (2014年3月13日) 2014年3月15日閲覧。